# Gulpil
Gulpil (Salix × fragilis f. vitellina) är en form av grönpil (Salix × fragilis). Den klassades tidigare under arten vitpil (Salix alba). Korallpil (Salix × fragilis f. vitellina 'Chermesina') är kultivar av gulpil. Gulpil växer introducerad i Europa, Asien, Afrika samt Nord- och Sydamerika.